# Obalna cvrčalka
Obalna cvrčalka (znanstveno ime Pholidoptera littoralis) je vrsta kobilice iz družine pravih cvrčalk, ki je razširjena tudi v Sloveniji.

## Opis
Dolžina telesa pri odraslih živalih znaša od 20 do 28 mm.
V Sloveniji je razširjena po suhih termofilnih travnikih z visoko vegetacijo in v grmiščih, predvsem na južnih legah, predvsem na Primorskem in v toplih območjih Notranjske in Kozjanskega, kjer so odrasli primerki aktivni od junija do oktobra.

## Sistematika
Obstajajo tri podvrste obalne cvrčalke:
- Ph. l. littoralis – (Fieber, 1853)
- Ph. l. insubrica – Nadig, 1961
- Ph. l. similis – (Brunner von Wattenwyl, 1861)